# Cumbres de San Bartolomé

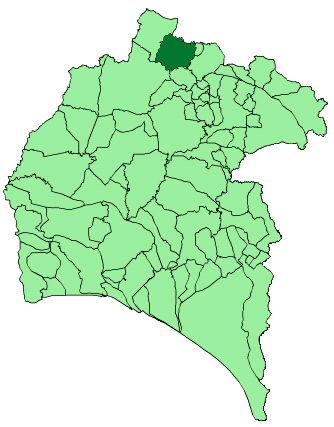
Localização de Cumbres de San Bartolomé

Cumbres de San Bartolomé é um município da Espanha na província de Huelva, comunidade autónoma da Andaluzia, de área 145 km² com população de 485 habitantes (2007) e densidade populacional de 3,61 hab/km².

## Demografia
| Variação demográfica do município entre 1991 e 2004 | Variação demográfica do município entre 1991 e 2004 | Variação demográfica do município entre 1991 e 2004 | Variação demográfica do município entre 1991 e 2004 |
| --------------------------------------------------- | --------------------------------------------------- | --------------------------------------------------- | --------------------------------------------------- |
| 1991                                                | 1996                                                | 2001                                                | 2004                                                |
| 668                                                 | 597                                                 | 549                                                 | 523                                                 |